# 60
Évszázadok: i. e. 1. század – 1. század – 2. század
Évtizedek: 10-es évek – 20-as évek – 30-as évek – 40-es évek – 50-es évek – 60-as évek – 70-es évek – 80-as évek – 90-es évek – 100-as évek – 110-es évek
Évek: 55 – 56 – 57 – 58 –  59 – 60 – 61 – 62 – 63 – 64 – 65

## Események

### Római Birodalom
- Nero császárt (helyettese júliustól Caius Velleius Paterculus) és Cossus Cornelius Lentulust (helyettese Marcus Manilius Vopiscus) választják consulnak.
- Örményországban Corbulo megszállja Tigranocertát, amelyet a lakosság harc nélkül átad. Legerda erődjét ostrommal veszi be. Az Örményországot szintén befolyásuk alatt tartani kívánó pártusok a hyrkaniai lázadás miatt nem tudnak számottevő ellenállást kifejteni.
- Rómából megérkezik Örményországba a Nero által kinevezett új király, VI. Tigranész (Heródes elgörögösödött leszármazottja).
- Nero megalapítja az olümpiai játékokhoz hasonló, ötévente ismétlődő versenyt, a Neroniát. A retorikai számban őt hirdetik ki győztesnek.
- Nero az Aqua Martia vízvezeték forrásában fürdik, ami nagy felzúdulást kelt, az ezután kitörő járványért is a császárt hibáztatják.
- Marcus Antonius Felix júdeai procuratort Porcius Festus váltja fel, aki Rómába küldi a börtönben tartott Pál apostolt, hogy a császár elé vihesse ügyét. Útközben Máltán hajótörést szenvednek, végül megérkeznek Rómába, ahol Pál további két évet tölt házi őrizetben.

### Kína
- Ming császár kedvenc ágyasa, Ma császárnéi, ötödik fia, Liu Ta (Ming anyjának, Jin Li-huának kedvence) trónörökösi címet kap.